# 레오네 긴츠부르그

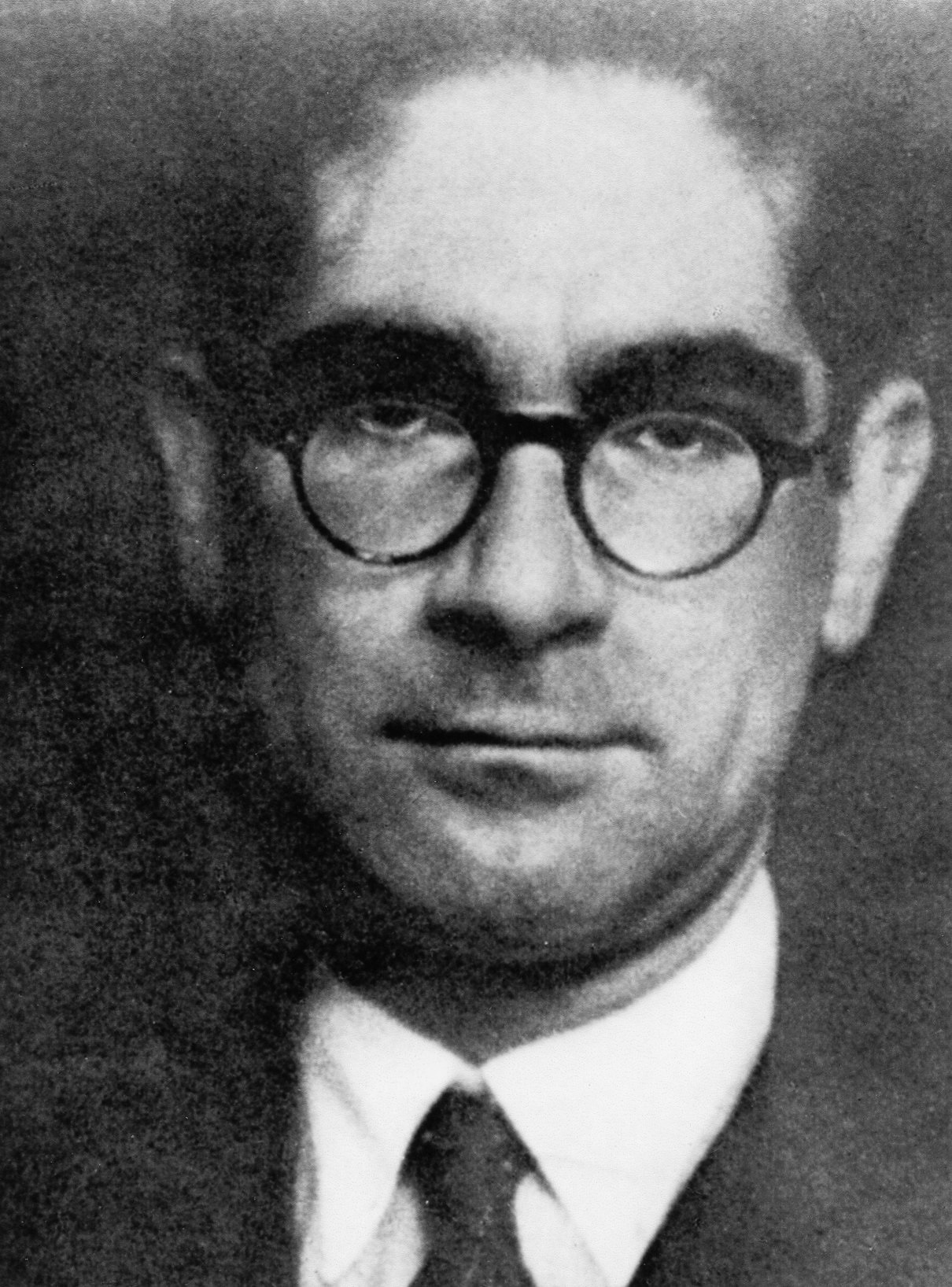

레오네 긴츠부르그(Leone Ginzburg, 1909년 4월 4일–1944년 2월 5일)는 레지스탕스 운동의 영웅이고 파시스트를 반대하는 정치상 중요한 행동주의자일 뿐만 아니라 편집 발행인, 작가, 언론인, 교사이다. 레오네 긴츠부르그는 명성 있는 소설가인 나탈리아 긴츠부르그의 첫 남편이고 미시사를 창시한 역사가인 카를로 긴츠부르그의 부친이다.